# Alcalde de Madrid
El alcalde de Madrid es el presidente del Ayuntamiento de Madrid, municipio de la capital de España. Como tal, ejerce su máxima representación, impulsa la política municipal, dirige la acción del resto de órganos ejecutivos del ayuntamiento y ejerce la superior dirección de la administración municipal. De su gestión política responde ante el pleno del Ayuntamiento, el cual preside salvo que designe a un concejal que asuma dicha tarea.

## Historia

### Antecedentes: el cargo de corregidor
Anteriormente existió el cargo de corregidor, instituido en Castilla por Enrique III en 1393 y puesto definitivamente en aplicación por los Reyes Católicos en 1480; el corregidor dependía directamente del presidente del Consejo de Castilla, y tenía jurisdicción sobre todos los lugares del corregimiento de Madrid, que incluía no solo la villa, sino también otros 36 núcleos de población en los alrededores de esta; en 1746 Fernando VI suprimió el cargo, nombrando a un gobernador político y militar en su lugar, pero al año siguiente revirtió esta reforma.

### De corregidor a alcalde
Con la división territorial de 1833 el empleo de corregidor fue sustituido por el de alcalde, el cual perduró hasta nuestros días excepto durante dos periodos: durante la dictadura de Primo de Rivera (1920-1930) y tras la revolución de 1934, cuando se suspendieron en España los ayuntamientos (1934-1936), haciéndose cargo de las administraciones locales una comisión gestora creada a tal fin. El alcalde de Madrid, al igual que el de Barcelona, tiene el tratamiento de excelencia.
Durante la Restauración borbónica, de acuerdo con la Ley de 1877, el cargo era de libre nombramiento real, y lo mismo sucedía con los tenientes de alcalde, si bien estos era escogidos del seno de la corporación.
Durante la dictadura franquista, la Ley Especial de 1963 para el Municipio de Madrid estableció que la designación del alcalde de Madrid corría directamente a cargo del jefe del Estado, a sugerencia del ministro de la Gobernación, estableciendo un mandato de seis años, sin perjuicio de la renovación del cargo.

## Funciones
Además de las funciones ya mencionadas, la Ley 22/2006, de 4 de julio, de Capitalidad y de Régimen Especial de Madrid, le atribuye las siguientes:

- Determinar el programa de acción política municipal, impartir directrices para su ejecución y supervisar la acción de los restantes órganos ejecutivos de gobierno y directivos.
- Convocar y presidir las sesiones del Pleno y de la Junta de Gobierno, salvo que se haya optado por la designación de un Presidente del Pleno.
- Decidir los empates con voto de calidad en todos los órganos municipales colegiados en los que participe.
- Nombrar y cesar a los miembros de la Junta de Gobierno, a los Tenientes de Alcalde y a los Presidentes de los Distritos.
- Dictar bandos para recordar y precisar los términos del cumplimiento de normas en vigor, o para efectuar apelaciones a la población municipal con motivo de acontecimientos o circunstancias especiales. Dictar decretos e instrucciones.
- Adoptar las medidas necesarias y adecuadas en casos de extraordinaria y urgente necesidad, dando cuenta inmediata al Pleno.
- Ejercer la superior dirección del personal al servicio de la Administración municipal y la superior jefatura de la policía municipal.
- Acordar al inicio del mandato el número, denominación y competencias de las áreas en las que se estructura la Administración municipal, en el marco de las normas orgánicas aprobadas por el Pleno.
- El ejercicio de las acciones judiciales y administrativas en materia de su competencia y, en caso de urgencia, en materias de la competencia del Pleno, en este supuesto dando cuenta al mismo en la primera sesión que celebre para su ratificación.
- Asegurar la ejecución de las Leyes y las normas municipales, así como de los acuerdos y resoluciones de los órganos ejecutivos y administrativos, ordenando, en particular y cuando proceda, la publicación de estos últimos.
- La firma de convenios.
- La revisión de oficio y la declaración de lesividad de sus propios actos.
- La autorización y disposición de gastos en las materias de su competencia, así como el reconocimiento y liquidación de las obligaciones derivadas de estos compromisos de gasto.
- La ordenación de pagos.
- El nombramiento del personal funcionario, laboral y eventual al servicio del Ayuntamiento de Madrid.